# Chandi di Var
Chandi di Var (Chandī Dī Vāra = „Chandina djela”) religijski je tekst sikhizma, koji je najvjerojatnije napisao Guru Gobind Singh. Drugi nazivi ovog teksta su Var Durga ki (Vāra Durgā Kī) i Var Sri Bhagauti Ji ki (Vāra Srī Bhagautī Jī Kī). Tekst se temelji na jednoj epizodi iz hinduističkog spisa Markandeya Purana, koji je sastavljen na sanskrtu. U tekstu Chandi di Var, velika hinduistička božica Chandi pretvorena je u božansku moć oslobođenja u obliku mača, koji uništava one koji se zalažu za neistinu.
Prvi se dio teksta zove Chandi Charitra Ukti Bilas te je prepričavanje priče iz spomenutog hinduističkog teksta, u kojem Božica (Devi) — kao Durga — pobjeđuje demona u liku bivola, zvanog Mahishasura. Drugi dio ponavlja istu priču, dok se treći usredotočuje na dio Markandeye Purane, naziva Devi Mahatmya. Tekst je važan za kulturu sikhâ te bi neki ratnici sikhi recitirali Chandi di Var kao molitvu.